# Women in Red

Logo von „Women in Red“

Women in Red („Frauen in Rot“), abgekürzt WiR, ist ein kollaboratives Schreibprojekt innerhalb der Wikipedia mit dem erklärten Ziel, den Gender-Gap (Geschlechterabstand) in der Wikipedia zu verringern. Das Projekt arbeitet daran, mehr Artikel über bemerkenswerte Frauen zu erstellen. Das Potenzial für solche fehlenden Artikel kann unter anderem mithilfe der roten Wikilinks in bestehenden Artikeln ermittelt werden.

## Geschichte
Women in Red geht zurück auf zwei Wikipedia-Autoren: Roger Bamkin hatte 2015 die ursprüngliche Idee, und bald schloss sich Rosie Stephenson-Goodknight ihm an. Bamkins ursprüngliche Idee für den Namen des Projektes, Project XX, wurde schnell verworfen zugunsten von WikiProject Women in Red. Nachdem das Projekt gestartet war, schloss sich die feministische Wissenschaftlerin und Wikipedia-Autorin Emily Temple-Wood an. Sie hat sich vorgenommen, jedes Mal, wenn sie wegen ihres freiwilligen Engagements für Wikipedia belästigt wird, einen neuen Artikel über Wissenschaftlerinnen zu schreiben.
An der Wikimania 2016 in Esino Lario (Italien) ernannte Jimmy Wales, der Wikipedia 2001 mitbegründet hatte, Stephenson-Goodknight und Temple-Wood zu Wikipedians of the Year („Wikipedianerinnen des Jahres“) für ihre gemeinsamen Anstrengungen, den Gender-Gap zu füllen.

## Methoden

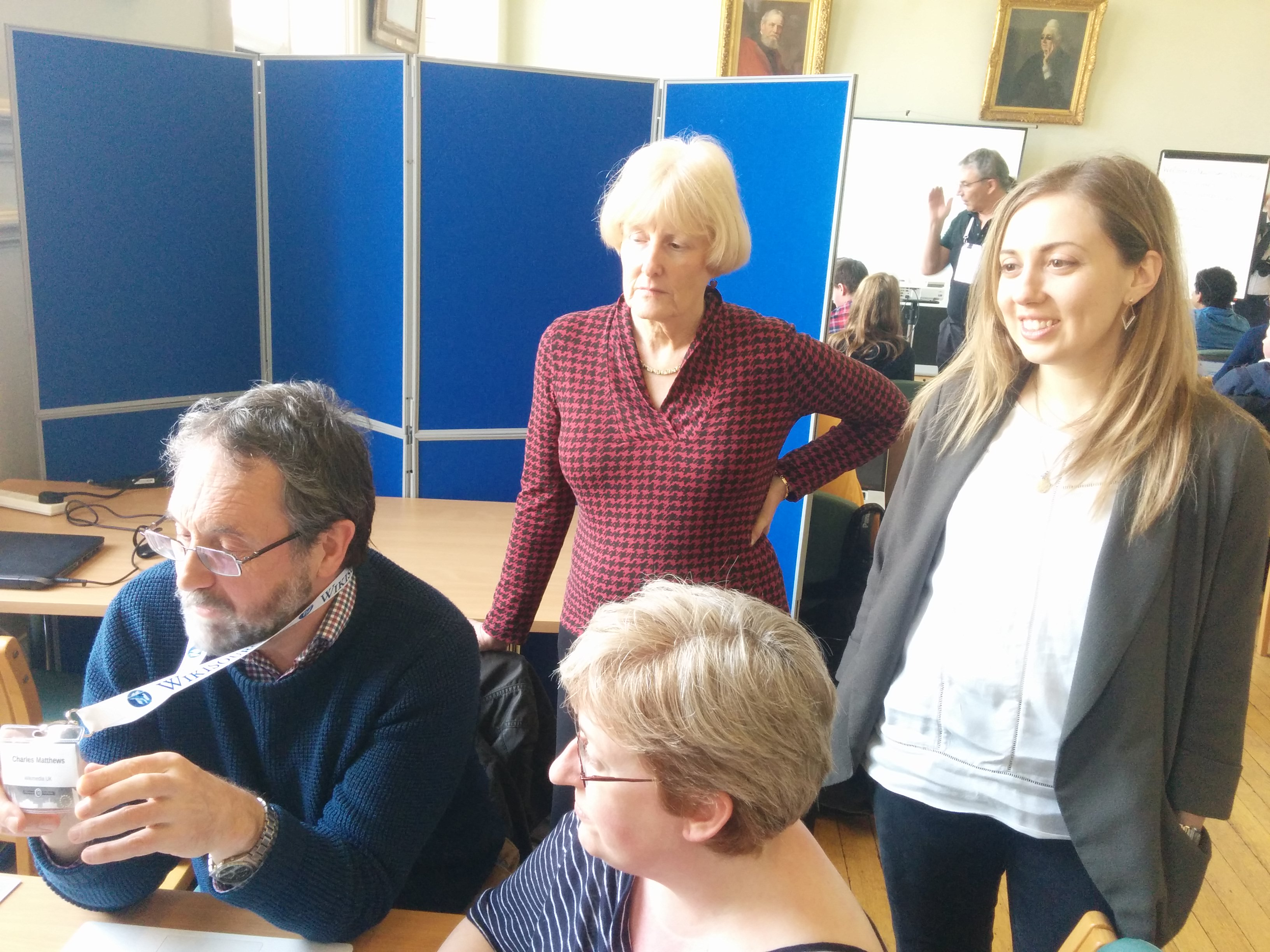
Women in Red-Edit-a-thon am Newnham College (2017)

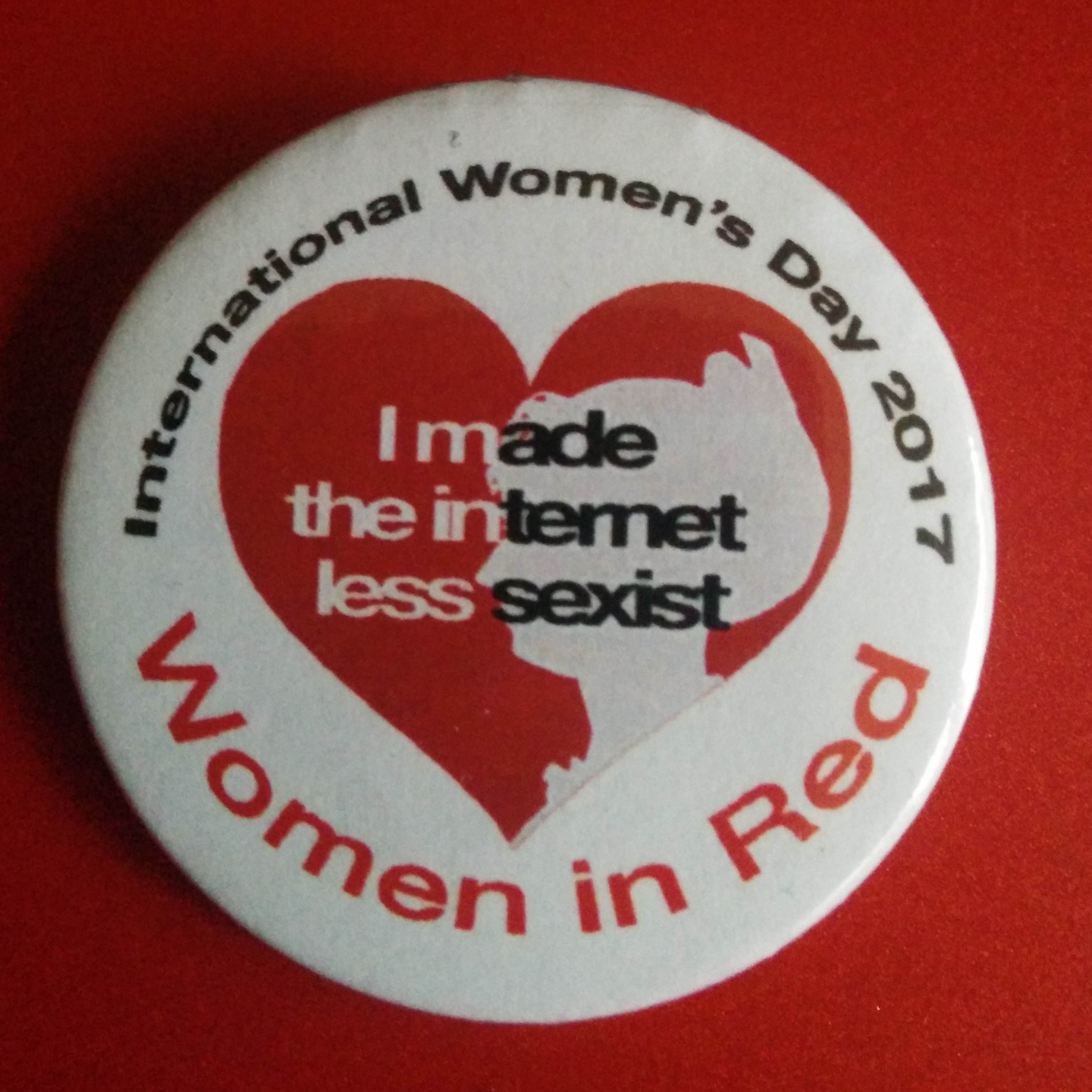
Button zur Präsentation der WiR-Edit-a-thons am International Women’s Day 2017

Women in Red führt Wikipedia-Schreibaktionen – „Edit-a-thons“ genannt – in Städten rund um die Welt durch, außerdem einen ständigen virtuellen Edit-a-thon. Die ganztägigen Edit-a-thons vor Ort sind fokussierte Events, um neue Beitragende auszubilden, den Gender-Gap in der Wikipedia kleiner werden zu lassen und mehr Artikel über bemerkenswerte Frauen einzubinden. Ein weiteres Ziel ist es, die Anzahl der weiblichen Autoren zu erhöhen. 2011 waren ungefähr 15 % aller Autoren Frauen. Eine Erhebung im Jahr 2014 in der englischsprachigen Wikipedia bemaß den Anteil von Frauenbiografien auf 14,5 % aller Biographien.
Die Teilnehmenden von Women in Red helfen, rund 150 Arbeitslisten von rot verlinkten und somit nicht vorhandenen Artikeln zu sortieren, um das Suchen und Erstellen von fehlenden Artikeln zu erleichtern. Am 22. Dezember 2016 hatte das Kernteam der Women in Red-Editoren über 45.000 Artikel erstellt und die Prozentzahl der nachgezählten Frauenbiografien auf ungefähr 17 % aller Biografien in der englischsprachigen Wikipedia erhöht.